# Borsa di Vienna

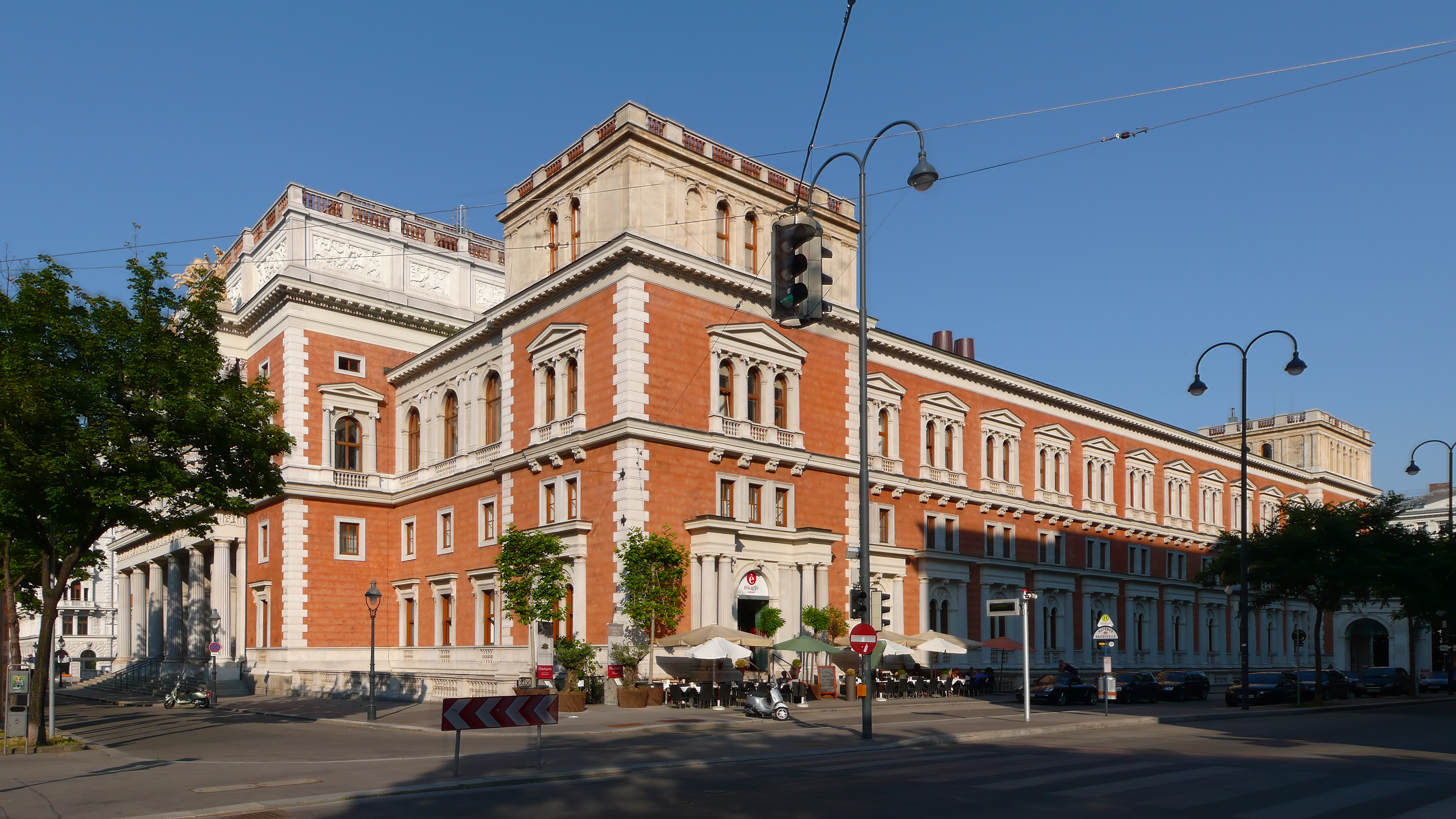
ex edifici de la Borsa di Vienna.

La Borsa di Vienna (in tedesco: Wiener Börse AG) è una delle più antiche borse valori del mondo    e ha sede a Vienna. È stata fondata nel 1771 sotto Maria Teresa d'Austria.
La Wiener Börse AG ha un capitale sociale di 5 milioni di euro e fa parte della CEESEG AG (CEE Stock Exchange Group AG), che gestisce anche la Borsa di Praga.
Nel 2019 viene aperto il Terzo Mercato (MTF), un mercato non regolamentato che non è sottoposto alla Börsengesetz austriaca ed è rivolto al collocamento dei titoli di debito delle società di capitali private europee e non, in particolare mediante obbligazioni.